# 博习医院旧址
博习医院旧址，位于江苏省苏州市姑苏区十梓街3号。建于民国，为苏州市文物保护单位。

## 历史
苏州博习医院，历史可追溯至清同治八年（1869年），美国监理会传教士兰伯到苏传教，光绪三年（1877年），兰伯之子兰华德也来苏开办诊所行医。兰华德与亲属柏乐文于光绪九年（1883年）正式创办博习医院，院址位于天赐庄，医院共有8栋平房，设有内外科、手术室，有床位30张，柏乐文任首任院长。西侧的圣约翰堂亦为医院附设。1922年，医院重建落成，新建成门诊楼及住院楼，床位共100张。日占时期由日本同仁会管理，战后复归教会。1951年，由苏州政府接收，此后改立为现苏州大学附属第一医院。
清末时期，大部分百姓对于西医尚不了解，也不信任，柏乐文与兰华德二人来苏后，学习吴语以示亲近，问诊耐心细致，医术了得，逐渐得到百姓接受，接诊人数逐年提升。可以说博习医院直接推动了西医在苏州的发展。
博习医院是苏州第一座现代化的医院，受教会及地方捐款，医院的设施器材、医疗水平处于当时全国前列。1926年美国外科专门医学院的特派员曾评价博习医院：“如此医院全中国仅三四处而已。”1951年政府接办时，有病床150张，职工197人，全年门诊量80000余人次，住院近5000人次。1897年引进的X光机使博习医院成为中国最早使用X光机的医院。

## 旧址
博习医院旧址现存有博习医院1922年建成的两座大楼，总建筑面积3329平方米。南侧门诊楼原为二层中式歇山顶，1936年因失火而烧毁屋顶，部分改建为三层。全楼使用陆慕生产的御窑金砖建造，金砖原为皇家专用，因细腻紧实，敲击有金石之声而得名。博习医院所使用的金砖为次品金砖，而未被运往北京。金砖上刻有各时代纪年及烧造者等铭文，最早可上看至明天启六年（1625年）。北侧住院楼为西式三层，U字形，屋顶建有花园。
自1951年博习医院收归政府管理后，继续在此进行医疗活动。1970年，苏医附一院搬出，博习医院旧址被用作苏州卫生学校。2007年，旧址划归苏州大学管理。